# Discographie de Julio Iglesias
Julio Iglesias est l'un des artistes ayant vendu le plus de disques dans le monde, avec 100 millions de disques vendus. Il a enregistré en quatorze langues et a sorti 60 albums et a obtenu plus de 2 600 disques d'or et de platine,. Il détient le record mondial Guinness de l'artiste latino masculin ayant vendu le plus de disques au monde et a été reconnu comme l'artiste international ayant vendu le plus de disques au Brésil, avec plus de quinze millions d'albums vendus.
Cet article regroupe l'ensemble des albums studio et live du chanteur espagnol Julio Iglesias.

## Albums

### Albums studio

#### Années 1960-1970
| Titre                                                                          | Détails                                               | Meilleur classement | Meilleur classement | Meilleur classement | Meilleur classement | Meilleur classement | Ventes                                                        | Certifications |
| Titre                                                                          | Détails                                               | ESP                 | ALL                 | ARG                 | JPN                 | P-B                 | Ventes                                                        | Certifications |
| ------------------------------------------------------------------------------ | ----------------------------------------------------- | ------------------- | ------------------- | ------------------- | ------------------- | ------------------- | ------------------------------------------------------------- | --- |
| Yo canto                                                                       | - Sortie : 1969 - Label : Columbia                    | 3                   | —                   | —                   | —                   | —                   |                                                               | |
| Gwendolyne                                                                     | - Sortie : 1970 - Label : Decca                       | —                   | —                   | —                   | —                   | —                   |                                                               | |
| Por una mujer (en)                                                             | - Sortie : 1972 - Label : Columbia                    | —                   | 24                  | —                   | —                   | —                   |                                                               | |
| Soy (en)                                                                       | - Sortie : 1973 - Label : Columbia                    | —                   | —                   | —                   | —                   | —                   |                                                               | |
| Und das Meer singt sein Lied                                                   | - Sortie : octobre 1973 - Label : Philips             | —                   | 11                  | —                   | —                   | —                   |                                                               | |
| A flor de piel (en)                                                            | - Sortie : 1974 - Label : Columbia                    | —                   | —                   | —                   | —                   | —                   | - MEX : 300 000                                               | |
| Ich schick' dir eine weiße Wolke                                               | - Sortie : septembre 1974 - Label : Philips           | —                   | 45                  | —                   | —                   | —                   |                                                               | |
| A México                                                                       | - Sortie : 1975 - Label : Columbia                    | —                   | —                   | —                   | —                   | —                   | - ARG : 400 000 - COL : 250 000                               | |
| El amor                                                                        | - Sortie : 1975 - Label : Columbia                    | 4                   | —                   | 1                   | 72                  | 13                  | - ARG : 678 285 - GRE : 50 000 - JPN : 8 520                  | - ARG : Diamant - GRE : Or |
| America                                                                        | - Sortie : 1976 - Label : Columbia / CBS              | 11                  | —                   | 1                   | 8                   | —                   | - ARG : 200 000 - JPN : 123 890                               | - ARG : Or |
| Ein Weihnachtsabend mit Julio Iglesias                                         | - Sortie : 1976 - Label : Philips / Decca             | —                   | —                   | —                   | —                   | —                   |                                                               | |
| A mis 33 años                                                                  | - Sortie : 23 septembre 1977 - Label : Columbia / CBS | 8                   | —                   | 2                   | 52                  | 8                   | - ESP : 100 000 - ARG : 120 000 - JPN : 12 850 - P-B : 50 000 | - ESP : Platine - ARG : 2 × Platine - BRA : 2 × Platine - CHI : Or - COL : Or - MEX : Platine - P-B : Or                        |
| Aimer la vie                                                                   | - Sortie : 20 avril 1978 - Label : CBS                | —                   | —                   | —                   | —                   | —                   | - CAN : 50 000 - FRA : 740 000                                | - CAN : Or - FRA : 2 × Platine                                                                                                  |
| Emociones                                                                      | - Sortie : 7 novembre 1978 - Label : CBS              | 11                  | —                   | 1                   | 39                  | 1                   | - ESP : 300 000 - ARG : 636 294                               | - ESP : 2 × Platine - ARG : 12 × Platine - BRA : 3 × Platine - CHI : Or - COL : 4 × Platine - MEX : Platine - P-B : 2 × Platine |
| Em Português                                                                   | - Sortie : 1978 - Label : CBS                         | —                   | —                   | —                   | —                   | —                   |                                                               | |
| Sono un pirata, sono un signore (en)                                           | - Sortie : 29 août 1978 - Label : CBS                 | —                   | —                   | —                   | —                   | —                   | - ITA : 500 000                                               | - ITA : Platine |
| À vous les femmes                                                              | - Sortie : mai 1979 - Label : CBS                     | —                   | —                   | —                   | —                   | —                   | - CAN : 50 000 - FRA : 1 200 000                              | - CAN : Or - FRA : Diamant |
| Innamorarsi alla mia età                                                       | - Sortie : 17 septembre 1979 - Label : CBS            | —                   | —                   | —                   | —                   | —                   | - ITA : 1 500 000                                             | - AUS : Or |
| « — » indique que l'album n'est pas sorti ou ne s'est pas classé dans le pays. |                                                       |                     |                     |                     |                     |                     |                                                               | |

#### Années 1980
| Titre                                                                          | Détails                                    | Meilleur classement | Meilleur classement | Meilleur classement | Meilleur classement | Meilleur classement | Meilleur classement | Meilleur classement | Meilleur classement | Meilleur classement | Meilleur classement | Ventes                                                                                    | Certifications |
| Titre                                                                          | Détails                                    | ESP                 | US                  | US Lat.             | AUS                 | AUT                 | P-B                 | NOR                 | N-Z                 | SUE                 | UK                  | Ventes                                                                                    | Certifications |
| ------------------------------------------------------------------------------ | ------------------------------------------ | ------------------- | ------------------- | ------------------- | ------------------- | ------------------- | ------------------- | ------------------- | ------------------- | ------------------- | ------------------- | ----------------------------------------------------------------------------------------- | --- |
| Hey!                                                                           | - Sortie : avril 1980 - Label : CBS        | 1                   | —                   | 4                   | 65                  | —                   | 5                   | —                   | 9                   | —                   | —                   | - : 4 000 000                                                                             | - ESP : 5 × Platine - US : Or - P-B : Or |
| Sentimental                                                                    | - Sortie : 7 mai 1980 - Label : CBS        | —                   | —                   | —                   | —                   | —                   | —                   | —                   | —                   | —                   | —                   | - CAN : 50 000 - FRA : 1 000 000                                                          | - CAN : Or - FRA : Diamant |
| Amanti                                                                         | - Sortie : 1980 - Label : CBS              | —                   | —                   | —                   | —                   | —                   | —                   | —                   | —                   | —                   | —                   |                                                                                           | |
| De niña a mujer                                                                | - Sortie : mai 1981 - Label : CBS          | 1                   | 181                 | —                   | —                   | —                   | 7                   | 5                   | —                   | 26                  | 43                  | - ESP : 700 000 - ARG : 180 000 - BRA : 3 500 000 - P-B : 50 000 - SUE : 50 000           | - ESP : 7 × Platine - ARG : 3 × Platine - BRA : 14 × Platine - CHI : Or - COL : 2 × Platine - DAN : Or - JPN : Platine - MEX : 2 × Platine - P-B : Or - SUE : Or                |
| Fidèle                                                                         | - Sortie : 18 mai 1981 - Label : CBS       | —                   | —                   | —                   | —                   | —                   | —                   | —                   | —                   | —                   | —                   | - FRA : 750 000                                                                           | - FRA : 2 × Platine |
| Zärtlichkeiten (en)                                                            | - Sortie : 1981 - Label : CBS              | —                   | —                   | —                   | —                   | 6                   | —                   | —                   | —                   | —                   | —                   | - ALL : 250 000                                                                           | - ALL : Or |
| Begin the Beguine (en)                                                         | - Sortie : 20 novembre 1981 - Label : CBS  | —                   | —                   | —                   | 15                  | —                   | —                   | —                   | 24                  | —                   | 5                   | - UK : 100 000                                                                            | - AUS : Or - UK : Or |
| Et l'amour créa la femme (en)                                                  | - Sortie : 13 septembre 1982 - Label : CBS | —                   | —                   | —                   | —                   | —                   | —                   | —                   | —                   | —                   | —                   | - FRA : 600 000                                                                           | - FRA : Platine |
| Momentos (en)                                                                  | - Sortie : octobre 1982 - Label : CBS      | 1                   | 191                 | 25                  | —                   | 12                  | 24                  | 11                  | —                   | —                   | —                   | - : 12 000 000                                                                            | - ESP : 6 × Platine - US : 2 × Platine (Latin) - AUT : Or - ARG : 7 × Platine - BRA : 8 × Platine - FIN : Platine - JPN : 3 × Platine - MEX : 2 × Platine - P-B : Or - SUE : Or |
| Amor (en)                                                                      | - Sortie : 8 octobre 1982 - Label : CBS    | —                   | —                   | —                   | —                   | —                   | —                   | —                   | —                   | —                   | 14                  | - UK : 100 000                                                                            | - UK : Or |
| Momenti (en)                                                                   | - Sortie : 1982 - Label : CBS              | —                   | —                   | —                   | 93                  | —                   | —                   | —                   | —                   | —                   | —                   | - ITA : 500 000                                                                           | - ITA : Platine |
| 1100 Bel Air Place                                                             | - Sortie : 10 août 1984 - Label : CBS      | 1                   | 6                   | —                   | 2                   | 2                   | 3                   | 8                   | 1                   | 9                   | 14                  | - : 9 000 000                                                                             | - AUS : 4 × Platine - CAN : 5 × Platine - FRA : Or - N-Z : 3 × Platine - P-B : 3 × Platine - US : 4 × Platine - UK : Argent                                                     |
| Libra (en)                                                                     | - Sortie : août 1985 - Label : CBS         | 1                   | 92                  | —                   | 23                  | 22                  | 15                  | —                   | —                   | 24                  | 61                  | - : 3 000 000                                                                             | - BRA : 5 × Platine - US : Or - US : 6 × Platine (Latin) |
| Un hombre solo (en)                                                            | - Sortie : avril 1987 - Label : CBS        | 1                   | —                   | —                   | —                   | —                   | —                   | —                   | —                   | —                   | —                   | - : 3 000 000                                                                             | - ESP : 5 × Platine - BRA : 5 × Platine |
| Tutto l'amore che ti manca (en)                                                | - Sortie : septembre 1987 - Label : CBS    | —                   | —                   | —                   | —                   | —                   | —                   | —                   | —                   | —                   | —                   | - ITA : 300 000                                                                           | |
| Non Stop (en)                                                                  | - Sortie : 19 mai 1988 - Label : CBS       | 1                   | 52                  | —                   | 29                  | —                   | 23                  | —                   | 20                  | 30                  | 33                  | - ESP : 100 000 - US : 850 000 - AUS : 35 000 - CAN : 50 000 - CAN : 7 500 - UK : 850 000 | - ESP : Platine - US : Or - AUS : Or - CAN : Or - N-Z : Or - UK : 2 × Or |
| Raíces (en)                                                                    | - Sortie : 12 mai 1989 - Label : CBS       | 1                   | —                   | 45                  | —                   | —                   | 7                   | —                   | —                   | 50                  | —                   | - ESP : 1 100 000 - P-B : 100 000                                                         | - ESP : 11 × Platine - P-B : Platine |
| « — » indique que l'album n'est pas sorti ou ne s'est pas classé dans le pays. |                                            |                     |                     |                     |                     |                     |                     |                     |                     |                     |                     |                                                                                           | |

#### Années 1990
| Titre                                                                          | Détails                                        | Meilleur classement | Meilleur classement | Meilleur classement | Meilleur classement | Meilleur classement | Meilleur classement | Meilleur classement | Meilleur classement | Meilleur classement | Meilleur classement | Ventes                                         | Certifications |
| Titre                                                                          | Détails                                        | ESP                 | US                  | US Lat.             | AUS                 | AUT                 | P-B                 | NOR                 | N-Z                 | SUE                 | UK                  | Ventes                                         | Certifications |
| ------------------------------------------------------------------------------ | ---------------------------------------------- | ------------------- | ------------------- | ------------------- | ------------------- | ------------------- | ------------------- | ------------------- | ------------------- | ------------------- | ------------------- | ---------------------------------------------- | --- |
| Starry Night (en)                                                              | - Sortie : 25 octobre 1990 - Label : CBS       | —                   | 37                  | —                   | 13                  | —                   | 5                   | —                   | —                   | —                   | 27                  | - ESP : 100 000 - P-B : 100 000 - US : 500 000 | - ESP : Platine - AUS : Platine - BRA : Platine - CAN : Platine - P-B : Or - US : Or (DVD) - US : Or                                                              |
| Calor (en)                                                                     | - Sortie : 5 avril 1992 - Label : Columbia     | 1                   | 186                 | 34                  | 98                  | —                   | 1                   | —                   | —                   | 49                  | —                   | - : 2 000 000                                  | - ESP : 5 × Platine - BRA : Or - P-B : Or |
| Anche senza di te                                                              | - Sortie : 1992 - Label : Columbia             | —                   | —                   | —                   | —                   | —                   | —                   | —                   | —                   | —                   | —                   |                                                | |
| Crazy                                                                          | - Sortie : 17 mai 1994 - Label : Columbia      | 1                   | 30                  | —                   | 7                   | —                   | 7                   | 7                   | 6                   | 44                  | 6                   | - : 3 000 000 - EUR : 1 000 000                | - ESP : 2 × Platine - AUS : Or - BRA : Platine - CAN : Or - P-B : Platine - UK : Platine - US : Or                                                                |
| La carretera (en)                                                              | - Sortie : 1995 - Label : Columbia             | 1                   | —                   | 3                   | —                   | 4                   | 8                   | 33                  | —                   | 32                  | 6                   | - EUR : 1 000 000                              | - ESP : 6 × Platine - ARG : 6 × Platine - FRA : Or - P-B : Or |
| A Estrada                                                                      | - Sortie : 1995 - Label : Columbia             | —                   | —                   | —                   | —                   | —                   | —                   | —                   | —                   | —                   | —                   |                                                | |
| Tango (en)                                                                     | - Sortie : 19 novembre 1996 - Label : Columbia | 1                   | 81                  | 1                   | 16                  | 49                  | 16                  | 37                  | 21                  | 13                  | 56                  | - : 4 000 000 - EUR : 1 000 000                | - ESP : 6 × Platine - ARG : 4 × Platine - AUS : Platine - CAN : Or - FRA : Platine - P-B : Platine - SUI : Or - SUE : Or - UK : Argent - US : 6 × Platine (Latin) |
| « — » indique que l'album n'est pas sorti ou ne s'est pas classé dans le pays. |                                                |                     |                     |                     |                     |                     |                     |                     |                     |                     |                     |                                                | |

#### Années 2000-2010
| Titre                                                                          | Détails                                         | Meilleur classement | Meilleur classement | Meilleur classement | Meilleur classement | Meilleur classement | Meilleur classement | Meilleur classement | Meilleur classement | Meilleur classement | Meilleur classement | Ventes                                         | Certifications                                                              |
| Titre                                                                          | Détails                                         | ESP                 | US Latin            | Latin Pop           | AUS                 | BEL                 | FRA                 | P-B                 | NOR                 | SUI                 | UK                  | Ventes                                         | Certifications                                                              |
| ------------------------------------------------------------------------------ | ----------------------------------------------- | ------------------- | ------------------- | ------------------- | ------------------- | ------------------- | ------------------- | ------------------- | ------------------- | ------------------- | ------------------- | ---------------------------------------------- | --------------------------------------------------------------------------- |
| Noche de cuatro lunas                                                          | - Sortie : 19 juin 2000 - Label : Sony          | 1                   | 3                   | 1                   | —                   | 10                  | 13                  | 9                   | 40                  | 20                  | 32                  |                                                | - ESP : 5 × Platine - FRA : Or - MEX : Or - NLD : Or - US : Platine (Latin) |
| Una donna può cambiar la vita                                                  | - Sortie : 27 avril 2001 - Label : Columbia     | —                   | —                   | —                   | —                   | —                   | —                   | —                   | —                   | —                   | —                   |                                                |                                                                             |
| Ao meu Brasil                                                                  | - Sortie : 18 décembre 2001 - Label : Columbia  | —                   | —                   | —                   | —                   | —                   | —                   | —                   | —                   | —                   | —                   | - BRA : 125 000                                | - BRA : Platine                                                             |
| Divorcio (en)                                                                  | - Sortie : 27 octobre 2003 - Label : Sony       | —                   | 9                   | 6                   | —                   | 35                  | 14                  | 38                  | 4                   | —                   | —                   | - ESP : 200 000 - ARG : 40 000 - FRA : 200 000 | - ESP : 2 × Platine - ARG : Platine - FRA : 2 × Platine                     |
| En français... (en)                                                            | - Sortie : 2 novembre 2004 - Label : Columbia   | —                   | —                   | —                   | —                   | 26                  | 187                 | —                   | —                   | —                   | —                   | - FRA : 100 000                                | - FRA : Or                                                                  |
| L'Homme que je suis (en)                                                       | - Sortie : 16 mai 2005 - Label : Sony           | 24                  | —                   | —                   | —                   | 5                   | 3                   | —                   | —                   | 87                  | —                   | - FRA : 100 000                                | - FRA : Or                                                                  |
| Romantic Classics                                                              | - Sortie : 18 septembre 2006 - Label : Columbia | 7                   | —                   | —                   | 42                  | 9                   | 21                  | 27                  | 9                   | 57                  | 42                  | - ESP : 200 000                                | - ESP : 2 × Platine                                                         |
| Quelque chose de France (en)                                                   | - Sortie : 25 mai 2007 - Label : Sony           | —                   | —                   | —                   | —                   | 22                  | 14                  | —                   | —                   | —                   | —                   |                                                |                                                                             |
| 1 (en)                                                                         | - Sortie : 9 novembre 2011 - Label : Sony       | 3                   | 12                  | 5                   | 94                  | 1                   | —                   | 18                  | —                   | 84                  | 18                  | - ESP : 40 000                                 | - ESP : Platine                                                             |
| México (en)                                                                    | - Sortie : 18 septembre 2015 - Label : Sony     | 1                   | 2                   | 1                   | —                   | 26                  | 140                 | 64                  | —                   | —                   | —                   | - ESP : 20 000                                 | - ESP : Or                                                                  |
| México & Amigos                                                                | - Sortie : 5 mai 2017 - Label : Sony            | 2                   | —                   | —                   | —                   | —                   | —                   | —                   | —                   | —                   | —                   |                                                |                                                                             |
| « — » indique que l'album n'est pas sorti ou ne s'est pas classé dans le pays. |                                                 |                     |                     |                     |                     |                     |                     |                     |                     |                     |                     |                                                |                                                                             |

### Albumslive
| Titre                                                                          | Détails                           | Meilleur classement | Certifications                        |
| Titre                                                                          | Détails                           | US Latin            | Certifications                        |
| ------------------------------------------------------------------------------ | --------------------------------- | ------------------- | ------------------------------------- |
| En el Olympia                                                                  | - Sortie : 1976 - Label : Philips | —                   |                                       |
| En concierto                                                                   | - Sortie : 1983 - Label : CBS     | 34                  | - AUS : Or - US : 2 × Platine (Latin) |
| « — » indique que l'album n'est pas sorti ou ne s'est pas classé dans le pays. |                                   |                     |                                       |

### Compilations
| Titre                                                                          | Détails                                         | Meilleur classement | Meilleur classement | Meilleur classement | Meilleur classement | Meilleur classement | Meilleur classement | Meilleur classement | Meilleur classement | Meilleur classement | Meilleur classement | Ventes                                                                                         | Certifications                                                                             |
| Titre                                                                          | Détails                                         | ESP                 | US Latin            | Latin Pop           | BEL                 | P-B                 | NOR                 | N-Z                 | POR                 | SUE                 | UK                  | Ventes                                                                                         | Certifications                                                                             |
| ------------------------------------------------------------------------------ | ----------------------------------------------- | ------------------- | ------------------- | ------------------- | ------------------- | ------------------- | ------------------- | ------------------- | ------------------- | ------------------- | ------------------- | ---------------------------------------------------------------------------------------------- | ------------------------------------------------------------------------------------------ |
| Da Manuela a Pensami                                                           | - Sortie : 1978 - Label : CBS                   | —                   | —                   | —                   | —                   | —                   | —                   | —                   | —                   | —                   | —                   | - ITA : 50 000                                                                                 | - ITA : Platine                                                                            |
| The 24 Greatest Songs                                                          | - Sortie : 1979 - Label : CBS                   | —                   | —                   | —                   | —                   | 1                   | —                   | —                   | —                   | —                   | —                   |                                                                                                | - FRA : 2 × Or                                                                             |
| Mes chansons en français                                                       | - Sortie : 1980 - Label : CBS                   | —                   | —                   | —                   | —                   | —                   | —                   | —                   | —                   | —                   | —                   |                                                                                                | - FRA : Or                                                                                 |
| 14 suosituinta sävelmää                                                        | - Sortie : 1981 - Label : CBS                   | —                   | —                   | —                   | —                   | —                   | —                   | —                   | —                   | —                   | —                   |                                                                                                | - FIN : Platine                                                                            |
| Pour toi                                                                       | - Sortie : 1982 - Label : CBS                   | —                   | —                   | —                   | —                   | —                   | —                   | —                   | —                   | —                   | —                   |                                                                                                | - CAN : Platine                                                                            |
| Julio (en)                                                                     | - Sortie : 17 juin 1983 - Label : CBS           | —                   | 6                   | 4                   | —                   | —                   | —                   | —                   | —                   | —                   | 5                   | - AUS : 35 000 - BRA : 500 000 - CAN : 100 000 - FRA : 300 000 - US : 2 000 000 - UK : 100 000 | - AUS : Or - BRA : 2 × Platine - CAN : Platine - FRA : 2 × Or - US : 2 × Platine - UK : Or |
| Ma vie : Mes plus grands succès                                                | - Sortie : 28 septembre 1998 - Label : Columbia | —                   | —                   | —                   | —                   | —                   | —                   | —                   | —                   | —                   | —                   |                                                                                                | - FRA : 2 × Or                                                                             |
| La mia vita: I miei successi                                                   | - Sortie : 29 septembre 1998 - Label : Columbia | —                   | —                   | —                   | —                   | —                   | —                   | —                   | —                   | —                   | —                   |                                                                                                |                                                                                            |
| Mi Vida: Grandes Éxitos (en)                                                   | - Sortie : 13 octobre 1998 - Label : Columbia   | 1                   | 21                  | 11                  | —                   | —                   | —                   | —                   | —                   | —                   | —                   | - ESP : 500 000 - ARG : 120 000                                                                | - ESP : 5 × Platine - ARG : Platine - US : 2 × Platine (Latin)                             |
| Minha Vida: Grandes Sucessos                                                   | - Sortie : octobre 1998 - Label : Columbia      | —                   | —                   | —                   | —                   | —                   | —                   | —                   | 21                  | —                   | —                   |                                                                                                | - BRA : Platine                                                                            |
| My Life: The Greatest Hits (en)                                                | - Sortie : 6 octobre 1998 - Label : Columbia    | 56                  | 4                   | 3                   | 11                  | 26                  | 5                   | —                   | 28                  | 7                   | 18                  | - EUR : 1 000 000                                                                              | - CAN : Or - US : 2 × Platine - UK : Argent                                                |
| Love Songs (en)                                                                | - Sortie : 23 juin 2003 - Label : Sony          | —                   | —                   | —                   | —                   | 18                  | —                   | 18                  | 3                   | —                   | 64                  | - ESP : 50 000 - NOR : 20 000 - N-Z : 7 500                                                    | - ESP : Or - NOR : Or - N-Z : Or                                                           |
| Love Songs... Canciones de amor                                                | - Sortie : 8 juillet 2004 - Label : Sony        | —                   | —                   | —                   | —                   | —                   | —                   | —                   | 13                  | —                   | —                   |                                                                                                |                                                                                            |
| 1: The Collection (en)                                                         | - Sortie : 12 mai 2014 - Label : Sony           | 47                  | —                   | —                   | —                   | —                   | —                   | —                   | —                   | —                   | 81                  |                                                                                                |                                                                                            |
| Dois corações                                                                  | - Sortie : 25 août 2017 - Label : Sony          | —                   | —                   | —                   | —                   | —                   | —                   | —                   | 16                  | —                   | —                   |                                                                                                |                                                                                            |
| The Collection                                                                 | - Sortie : 7 septembre 2018 - Label : Sony      | 21                  | —                   | —                   | —                   | —                   | —                   | —                   | —                   | —                   | —                   |                                                                                                |                                                                                            |
| « — » indique que l'album n'est pas sorti ou ne s'est pas classé dans le pays. |                                                 |                     |                     |                     |                     |                     |                     |                     |                     |                     |                     |                                                                                                |                                                                                            |

## Singles

### En tant qu'artiste principal
| Date                                                                             | Titre                                                   | Meilleur classement | Meilleur classement | Meilleur classement | Meilleur classement | Meilleur classement | Meilleur classement | Meilleur classement | Meilleur classement | Meilleur classement | Certifications                            | Album                            |
| Date                                                                             | Titre                                                   | ESP                 | ALL                 | AUS                 | BEL (FLA)           | FRA                 | P-B                 | UK                  | US                  | US Latin            | Certifications                            | Album                            |
| -------------------------------------------------------------------------------- | ------------------------------------------------------- | ------------------- | ------------------- | ------------------- | ------------------- | ------------------- | ------------------- | ------------------- | ------------------- | ------------------- | ----------------------------------------- | -------------------------------- |
| 1968                                                                             | La vida sigue igual                                     | 15                  | —                   | —                   | —                   | —                   | —                   | —                   | —                   | —                   |                                           | Yo canto                         |
| 1968                                                                             | No llores, mi amor                                      | 20                  | —                   | —                   | —                   | —                   | —                   | —                   | —                   | —                   |                                           | Yo canto                         |
| 1969                                                                             | Yo canto                                                | 10                  | —                   | —                   | —                   | —                   | —                   | —                   | —                   | —                   |                                           | Yo canto                         |
| 1970                                                                             | Chiquilla                                               | 16                  | —                   | —                   | —                   | —                   | —                   | —                   | —                   | —                   |                                           | Yo canto                         |
| 1970                                                                             | Gwendolyne                                              | 1                   | —                   | —                   | —                   | —                   | —                   | —                   | —                   | —                   |                                           | Gwendolyne                       |
| 1970                                                                             | Cuando vuelva a amanecer                                | 29                  | —                   | —                   | —                   | —                   | —                   | —                   | —                   | —                   |                                           | Gwendolyne                       |
| 1970                                                                             | Un uomo solo                                            | —                   | —                   | —                   | —                   | —                   | —                   | —                   | —                   | —                   |                                           | En single uniquement             |
| 1971                                                                             | En un rincón del desván                                 | 25                  | —                   | —                   | —                   | —                   | —                   | —                   | —                   | —                   |                                           | Por una mujer                    |
| 1971                                                                             | Un canto a Galicia                                      | 14                  | 12                  | —                   | 1                   | 10                  | 1                   | —                   | —                   | —                   |                                           | Por una mujer                    |
| 1972                                                                             | Por una mujer                                           | 15                  | —                   | —                   | —                   | —                   | —                   | —                   | —                   | —                   |                                           | Por una mujer                    |
| 1972                                                                             | Río rebelde                                             | 5                   | 34                  | —                   | —                   | —                   | —                   | —                   | —                   | —                   |                                           | Por una mujer                    |
| 1972                                                                             | Wenn ein Schiff vorüberfährt                            | —                   | 6                   | —                   | —                   | —                   | —                   | —                   | —                   | —                   |                                           | Und das Meer singt sein Lied     |
| 1973                                                                             | Así nacemos                                             | 24                  | —                   | —                   | —                   | —                   | —                   | —                   | —                   | —                   |                                           | Soy                              |
| 1973                                                                             | Du in deiner Welt                                       | —                   | 22                  | —                   | —                   | —                   | —                   | —                   | —                   | —                   |                                           | Und das Meer singt sein Lied     |
| 1973                                                                             | Minueto                                                 | 14                  | —                   | —                   | —                   | —                   | —                   | —                   | —                   | —                   |                                           | Soy                              |
| 1973                                                                             | Und das Meer singt sein Lied                            | —                   | 14                  | —                   | —                   | —                   | —                   | —                   | —                   | —                   |                                           | Und das Meer singt sein Lied     |
| 1974                                                                             | Dieciseis años                                          | 14                  | —                   | —                   | —                   | —                   | —                   | —                   | —                   | —                   |                                           | Soy                              |
| 1974                                                                             | A flor de piel                                          | 9                   | —                   | —                   | —                   | —                   | —                   | —                   | —                   | —                   |                                           | A flor de piel                   |
| 1974                                                                             | Manuela (es)                                            | 3                   | —                   | —                   | 25                  | 2                   | 19                  | —                   | —                   | —                   |                                           | A flor de piel                   |
| 1975                                                                             | Cucurrucucú paloma                                      | 16                  | —                   | —                   | —                   | —                   | —                   | —                   | —                   | —                   |                                           | A México                         |
| 1975                                                                             | Abrázame                                                | 7                   | —                   | —                   | —                   | —                   | —                   | —                   | —                   | —                   |                                           | El amor                          |
| 1975                                                                             | Quiero                                                  | —                   | —                   | —                   | 6                   | —                   | 8                   | —                   | —                   | —                   |                                           | El amor                          |
| 1976                                                                             | Ce n'est rien qu'un au revoir                           | —                   | —                   | —                   | —                   | 9                   | —                   | —                   | —                   | —                   |                                           | En single uniquement             |
| 1977                                                                             | Soy un truhán, soy un señor                             | 9                   | —                   | —                   | —                   | —                   | —                   | —                   | —                   | —                   |                                           | A mis 33 años                    |
| 1978                                                                             | Aimer la vie                                            | —                   | —                   | —                   | 22                  | 6                   | —                   | —                   | —                   | —                   |                                           | Aimer la vie                     |
| 1978                                                                             | Le monde est fou, le monde est beau                     | —                   | —                   | —                   | —                   | 5                   | —                   | —                   | —                   | —                   |                                           | Aimer la vie                     |
| 1978                                                                             | Me olvidé de vivir                                      | 20                  | —                   | —                   | —                   | —                   | —                   | —                   | —                   | —                   |                                           | Emociones                        |
| 1978                                                                             | Quiéreme mucho                                          | —                   | —                   | —                   | 1                   | —                   | 1                   | 3                   | —                   | —                   | - UK : Argent                             | Emociones                        |
| 1978                                                                             | Quiéreme                                                | —                   | —                   | —                   | 7                   | —                   | 16                  | —                   | —                   | —                   |                                           | Emociones                        |
| 1978                                                                             | Por un poco de tu amor                                  | —                   | —                   | —                   | —                   | —                   | 25                  | —                   | —                   | —                   |                                           | A mis 33 años                    |
| 1979                                                                             | Pauvres Diables                                         | —                   | —                   | —                   | 16                  | 8                   | —                   | —                   | —                   | —                   |                                           | À vous les femmes                |
| 1979                                                                             | Où est passée ma bohème                                 | —                   | —                   | —                   | 19                  | 2                   | —                   | —                   | —                   | —                   | - FRA : Or                                | À vous les femmes                |
| 1980                                                                             | Je n'ai pas changé                                      | —                   | —                   | —                   | —                   | 5                   | —                   | —                   | —                   | —                   |                                           | À vous les femmes                |
| 1980                                                                             | C'est ma vie                                            | —                   | —                   | —                   | —                   | 6                   | —                   | —                   | —                   | —                   |                                           | Sentimental                      |
| 1980                                                                             | Un sentimental                                          | —                   | —                   | —                   | 26                  | —                   | 25                  | —                   | —                   | —                   |                                           | Hey!                             |
| 1980                                                                             | Hey!                                                    | 1                   | —                   | 56                  | —                   | —                   | —                   | 31                  | —                   | —                   |                                           | Hey!                             |
| 1980                                                                             | Il faut toujours un perdant                             | —                   | —                   | —                   | —                   | 6                   | —                   | —                   | —                   | —                   |                                           | Sentimental                      |
| 1980                                                                             | Quand tu n'es plus là                                   | —                   | —                   | —                   | —                   | 15                  | —                   | —                   | —                   | —                   |                                           | Sentimental                      |
| 1981                                                                             | Viens m'embrasser                                       | —                   | —                   | —                   | 36                  | 5                   | —                   | —                   | —                   | —                   |                                           | Fidèle                           |
| 1981                                                                             | De niña a mujer                                         | 1                   | —                   | —                   | —                   | —                   | —                   | —                   | —                   | —                   |                                           | De niña a mujer                  |
| 1981                                                                             | Fidèle                                                  | —                   | —                   | —                   | —                   | 15                  | —                   | —                   | —                   | —                   |                                           | Fidèle                           |
| 1981                                                                             | Begin the Beguine (Volver a empezar)                    | 15                  | 57                  | 41                  | 17                  | —                   | 44                  | 1                   | —                   | —                   | - UK : Or                                 | De niña a mujer                  |
| 1982                                                                             | Amor                                                    | —                   | —                   | —                   | 23                  | —                   | 43                  | 32                  | —                   | —                   |                                           | Momentos                         |
| 1982                                                                             | Et l'amour créa la femme                                | —                   | —                   | —                   | —                   | 13                  | —                   | —                   | —                   | —                   |                                           | Et l'amour créa la femme         |
| 1982                                                                             | No me vuelvo a enamorar                                 | 1                   | —                   | —                   | —                   | —                   | —                   | —                   | —                   | —                   |                                           | Momentos                         |
| 1984                                                                             | To All the Girls I've Loved Before (avec Willie Nelson) | 2                   | 24                  | 4                   | 1                   | 17                  | 3                   | 17                  | 5                   | —                   | - AUS : Or - CAN : Platine - US : Platine | 1100 Bel Air Place               |
| 1984                                                                             | All of You (avec Diana Ross)                            | 1                   | 32                  | 19                  | 9                   | 27                  | 7                   | 43                  | 19                  | —                   | - CAN : Or                                | 1100 Bel Air Place               |
| 1984                                                                             | Moonlight Lady                                          | —                   | —                   | 43                  | 27                  | 28                  | —                   | —                   | —                   | —                   |                                           | 1100 Bel Air Place               |
| 1985                                                                             | I've Got You Under My Skin                              | —                   | —                   | —                   | 18                  | —                   | —                   | —                   | —                   | —                   |                                           | Libra                            |
| 1985                                                                             | Felicidades (avec Pedro Vargas)                         | 10                  | —                   | —                   | —                   | —                   | —                   | —                   | —                   | —                   |                                           | Libra                            |
| 1987                                                                             | Intentando otra vez enamorarte                          | —                   | —                   | —                   | —                   | —                   | —                   | —                   | —                   | 49                  |                                           | Un hombre solo                   |
| 1987                                                                             | Lo mejor du tu vida                                     | 19                  | —                   | —                   | 35                  | —                   | —                   | —                   | —                   | 1                   |                                           | Un hombre solo                   |
| 1987                                                                             | Que no se rompa la noche                                | 40                  | —                   | —                   | —                   | —                   | —                   | —                   | —                   | 1                   |                                           | Un hombre solo                   |
| 1987                                                                             | Todo el amor que te hace falta                          | —                   | —                   | —                   | —                   | —                   | —                   | —                   | —                   | 8                   |                                           | Un hombre solo                   |
| 1988                                                                             | Alguien                                                 | —                   | —                   | —                   | —                   | —                   | —                   | —                   | —                   | 18                  |                                           | Un hombre solo                   |
| 1988                                                                             | My Love (avec Stevie Wonder)                            | 4                   | —                   | 39                  | 8                   | —                   | 16                  | 5                   | 80                  | —                   |                                           | Non Stop                         |
| 1988                                                                             | Ae ao                                                   | 36                  | —                   | —                   | —                   | —                   | 76                  | —                   | —                   | —                   |                                           | Non Stop                         |
| 1989                                                                             | Brazil Mix                                              | —                   | —                   | —                   | 25                  | —                   | —                   | —                   | —                   | —                   |                                           | Raíces                           |
| 1989                                                                             | Caballo viejo/Bamboleo                                  | —                   | —                   | —                   | —                   | —                   | 83                  | —                   | —                   | 6                   |                                           | Raíces                           |
| 1989                                                                             | Medley Mexicano                                         | —                   | —                   | —                   | —                   | —                   | —                   | —                   | —                   | 37                  |                                           | Raíces                           |
| 1990                                                                             | Can't Help Falling in Love                              | —                   | —                   | 106                 | —                   | —                   | —                   | —                   | —                   | —                   |                                           | Starry Night                     |
| 1990                                                                             | When I Need You                                         | —                   | —                   | —                   | 42                  | —                   | —                   | —                   | —                   | —                   |                                           | Starry Night                     |
| 1992                                                                             | Esos amores                                             | —                   | —                   | —                   | —                   | —                   | —                   | —                   | —                   | 23                  |                                           | Calor                            |
| 1992                                                                             | Milonga sentimental                                     | —                   | —                   | —                   | 31                  | —                   | 10                  | —                   | —                   | 5                   |                                           | Calor                            |
| 1992                                                                             | Y aunque te haga calor                                  | —                   | —                   | —                   | —                   | —                   | —                   | —                   | —                   | 8                   |                                           | Calor                            |
| 1992                                                                             | Mendiant d'amour                                        | —                   | —                   | —                   | —                   | 25                  | —                   | —                   | —                   | —                   |                                           | Calor (édition française)        |
| 1994                                                                             | Crazy                                                   | —                   | —                   | 67                  | —                   | —                   | 32                  | 43                  | —                   | 9                   |                                           | Crazy                            |
| 1994                                                                             | Fragile (featuring Sting)                               | —                   | —                   | —                   | 40                  | —                   | —                   | 53                  | —                   | —                   |                                           | Crazy                            |
| 1994                                                                             | When You Tell Me That You Love Me (avec Dolly Parton)   | —                   | —                   | —                   | 35                  | —                   | 45                  | —                   | —                   | —                   |                                           | Crazy                            |
| 1995                                                                             | Agua dulce, agua salá (en)                              | —                   | —                   | —                   | —                   | —                   | 59                  | —                   | —                   | 3                   |                                           | La carretera                     |
| 1995                                                                             | Baila morena                                            | —                   | —                   | —                   | —                   | —                   | —                   | —                   | —                   | 12                  |                                           | La carretera                     |
| 1995                                                                             | La carretera                                            | —                   | —                   | —                   | —                   | —                   | —                   | —                   | —                   | 10                  |                                           | La carretera                     |
| 1995                                                                             | Vers la frontière                                       | —                   | —                   | —                   | —                   | 45                  | —                   | —                   | —                   | —                   |                                           | La carretera (édition française) |
| 1996                                                                             | Tango                                                   | —                   | —                   | —                   | —                   | —                   | —                   | —                   | —                   | 27                  |                                           | Tango                            |
| 1996                                                                             | Vuela alto                                              | —                   | —                   | —                   | —                   | —                   | —                   | —                   | —                   | —                   |                                           | Tango                            |
| 1997                                                                             | Volver                                                  | —                   | —                   | —                   | —                   | —                   | —                   | —                   | —                   | 28                  |                                           | Tango                            |
| 2000                                                                             | Dos corazones, dos historias (avec Alejandro Fernández) | —                   | —                   | —                   | —                   | —                   | —                   | —                   | —                   | 29                  |                                           | Noche de cuatro lunas            |
| 2000                                                                             | Gozar la vida                                           | 19                  | —                   | —                   | —                   | —                   | 66                  | —                   | —                   | 8                   |                                           | Noche de cuatro lunas            |
| 2003                                                                             | Corazón de papel                                        | —                   | —                   | —                   | —                   | —                   | —                   | —                   | —                   | 35                  |                                           | Divorcio                         |
| 2015                                                                             | Fallaste corazón                                        | 20                  | —                   | —                   | —                   | —                   | —                   | —                   | —                   | —                   |                                           | México                           |
| « — » indique que le single n'est pas sorti ou ne s'est pas classé dans le pays. |                                                         |                     |                     |                     |                     |                     |                     |                     |                     |                     |                                           |                                  |

### En tant qu'artiste invité
| Date                                                                             | Titre                                                              | Meilleur classement | Meilleur classement | Meilleur classement | Album                  |
| Date                                                                             | Titre                                                              | US Latin            | US Country          | P-B                 | Album                  |
| -------------------------------------------------------------------------------- | ------------------------------------------------------------------ | ------------------- | ------------------- | ------------------- | ---------------------- |
| 1989                                                                             | Spanish Eyes (Willie Nelson feat. Julio Iglesias)                  | —                   | 8                   | —                   | What a Wonderful World |
| 1992                                                                             | Torero (avec José Luis Rodríguez (en))                             | 1                   | —                   | —                   | Piel de hombre         |
| 1996                                                                             | Sé que volverás (avec Nana Mouskouri)                              | —                   | —                   | —                   | Nana Latina            |
| 1996                                                                             | Puedes llegar (avec Voces Unidas)                                  | 2                   | —                   | —                   | Voces Unidas           |
| 2013                                                                             | Leeg om je heen/To All the Girls I've Loved Before (avec Jan Smit) | —                   | —                   | 28                  | En single uniquement   |
| « — » indique que le single n'est pas sorti ou ne s'est pas classé dans le pays. |                                                                    |                     |                     |                     |                        |

## Autres collaborations
| Date | Titre                                                              | Album                                         |
| ---- | ------------------------------------------------------------------ | --------------------------------------------- |
| 1995 | Somos dos caminantes (Lola Flores featuring Julio Iglesias)        | Para siempre Lola                             |
| 1996 | Un ramito de violetas (Cecilia featuring Julio Iglesias)           | Desde que tú te has ido                       |
| 1996 | My Way (A mi manera) (Paul Anka featuring Julio Iglesias)          | Amigos                                        |
| 2000 | Estoy enamorado (Donato & Estéfano (en) featuring Julio Iglesias)  | Lo mejor de Donato & Estéfano                 |
| 2004 | Quizas, Quizas, Quizas (Arielle Dombasle featuring Julio Iglesias) | Amor Amor                                     |
| 2004 | Esos amores (Los Temerarios featuring Julio Iglesias)              | Regalo de amor                                |
| 2006 | Partir quand même... (Françoise Hardy et Julio Iglesias)           | Parenthèses...                                |
| 2006 | Uno (Raúl Di Blasio et Julio Iglesias)                             | La historia del piano de América...Los éxitos |
| 2010 | Échame a mí la culpa (Albert Hammond featuring Julio Iglesias)     | Legend                                        |
| 2017 | El amigo (Romeo Santos featuring Julio Iglesias)                   | Golden                                        |